# Merindad de Montija
Merindad de Montija est une commune d'Espagne dans la communauté autonome de Castille-et-León, province de Burgos. Elle s'étend sur 100,07 km2 et comptait environ 840 habitants en 2011.